# Дворський
Дворський, двірський чи дворецький — титул і посада княжого сановника на Русі. Вперше згадується у Галицько-Волинському князівстві під 1238 роком. Майже невідомий в інших руських князівствах. Позначав управителя княжого двору, завідувача княжого господарства. Міг здійснювати контроль над княжим судом. Зрідка брав участь у військових походах. Термін має, ймовірно, угорське походження, від латинського слова «палатин» (воєвода). За придворними функціями — аналог гофмейстера.